# لاورا ترائتس
لاورا ترائتس (بلغاری: Лаура Трайтс or Лаура Траатс؛ زادهٔ ۱۳ دسامبر ۱۹۹۸) ژیمناست ریتمیک اهل بلغارستان است.